# Rue Achille-Viadieu
La rue Achille-Viadieu (en occitan : carrièra Aquiles Viadieu) est une voie de Toulouse, chef-lieu de la région Occitanie, dans le Midi de la France.

## Situation et accès

### Description
La rue Achille-Viadieu est une voie publique. Elle traverse le quartier Saint-Michel.
La chaussée compte une seule voie de circulation automobile en sens unique, de la place Auguste-Lafourcade vers le boulevard des Récollets. Elle appartient à une zone 30 et la vitesse y est limitée à 30 km/h. Il existe, entre le boulevard des Récollets et la rue Saint-Léon, une bande en contre-sens cyclable, quoique la rue Achille-Viadieu soit bien en double-sens cyclable sur toute sa longueur.

### Voies rencontrées
La rue Achille-Viadieu rencontre les voies suivantes, dans l'ordre des numéros croissants (« g » indique que la rue se situe à gauche, « d » à droite) :
1. Boulevard des Récollets
2. Rue Saint-Léon (d)
3. Rue Louis-Pasteur (d)
4. Rue François-Longaud (g)
5. Rue Ludwig-van-Beethoven (d)
6. Rue des Gallois (g)
7. Rue Poudepé (d)
8. Rue des Bûchers (g)
9. Rue Mespoul (g)
10. Rue Caussade (g)
11. Place Auguste-Lafourcade

### Transports
Aucun transport en commun ne dessert directement la rue. Néanmoins, elle débouche au nord sur la place Auguste-Lafourcade, où se trouve la station de métro Palais-de-Justice, sur la ligne B, ainsi que le terminus de la ligne de tramway T1 et les arrêts de la ligne de bus 66. De plus, la station de métro Saint-Michel - Marcel-Langer est également située à proximité, sur la grande-rue Saint-Michel. À l'ouest, le boulevard du Maréchal-Juin est desservi par la ligne de bus 44. Enfin, au sud, la rue Achille-Viadieu aboutit au boulevard des Récollets, où marquent l'arrêt les lignes de Linéo L4 et L5 et les lignes de bus 34 et 152.
Les stations de vélos en libre-service VélôToulouse les plus proches de la rue Achille-Viadieu sont les stations no 68 (1 bis allées Jules-Guesde), no 103 (139 grande-rue Saint-Michel), no 116 (50 grande-rue Saint-Michel), no 128 (18 bis grande-rue Saint-Michel), no 154 (4 rue des Gallois) et no 155 (34 boulevard des Récollets).

## Odonymie
La rue porte le nom d'Achille Viadieu (1911-1944), résistant toulousain, membre du réseau Morhange. Le 2 juin 1944, alors qu'il surveille depuis sa voiture une opération menée par d'autres résistants, place du Capitole, il est reconnu par la Gestapo. Pris en chasse dans les rues de Toulouse, sa voiture dérape au carrefour du boulevard des Récollets, faisant une série de tonneaux. N'ayant eu que le temps de sortir de la voiture, il est abattu d'une rafale de mitraillette.
À la fin du Moyen Âge, la rue était désignée comme la rue de l'Observance, car elle menait au couvent de l'Observance, qui appartenait depuis la fin du XIVe siècle à des franciscains réformés, les frères mineurs de l'Observance. Le couvent semble cependant désaffecté deux cents ans plus tard, puisqu'en 1601 il est cédé à un petit groupe de moines franciscains du couvent de Toulouse, inspirés par la réforme de leur ordre menée par les Récollets : c'est d'ailleurs au XVIIe siècle que la rue prend le nom des Récollets, qu'elle ne perdit qu'en 1945, au profit d'Achille Viadieu, sauf en 1794, pendant la Révolution française, où elle fut quelques mois la rue Redoutable.

## Histoire

### Époque contemporaine
En 1937, la Société nationale des constructions aéronautiques du Midi (SNCAM) décide de louer un atelier de chaudronnerie (emplacement de l'actuel no 44). Le site est utilisé pour l'assemblage des avions. L'usine, si elle reste éloignée de l'usine principale de la rue Pasteur, est relativement proche de l'école d'apprentissage de l'entreprise, rue Frizac (emplacement de l'actuel lycée professionnel Georges-Guynemer, no 43 allée Édouard-Branly et no 43 rue Léo-Lagrange), ouverte sous l'impulsion de son administrateur délégué, Émile Dewoitine, ainsi que des bureaux administratifs, sur le site de Mondran (actuel lycée professionnel Gabriel-Péri, no 25 rue Guillaume-de-Mondran). Les ateliers des Récollets sont démolis vers 1990 pour permettre la réalisation d'une résidence.

## Patrimoine et lieux d'intérêt

### Établissements scolaires
- no  43-45 : école maternelle Calas. 
La maison de charité du faubourg Saint-Michel est fondée en 1783 par l'archevêque de Toulouse, Étienne-Charles de Loménie de Brienne, et confiée aux Filles de la charité de Saint-Vincent-de-Paul (actuel no 45). En 1838, elle s'agrandit par le legs d'une maison (actuel no 43). En 1904, les bâtiments sont affectés à l'école pour filles du faubourg Saint-Michel. C'est aujourd'hui l'école maternelle Calas[6].

- no  59 : pensionnat du Sacré-Cœur ; collège et lycée Marcelin-Berthelot[7].

### Immeubles et maisons
- no  1 : immeuble Bel Horizon. 
L'immeuble, de style moderne, est construit entre 1963 et 1965 sur les plans des architectes Robert Armandary et Raymond Chini, pour le compte de la SCI Bel Horizon. Il s'élève à l'angle du boulevard des Récollets et, par sa position et sa grande hauteur, il domine le carrefour. Il est prévu la réalisation de 42 appartements, 3 boutiques et des garages en sous-sol. En 1967, une station-service est aménagée en rez-de-chaussée, amenant la mise en place d'un auvent en façade en 1979, finalement démonté après la fermeture de la station-service en 2009[8].

- no  41 : orphelinat ; Maison dépositaire des enfants assistés.
Un orphelinat est construit à la demande de la commission administrative des hôpitaux en 1884, par l'architecte des hôpitaux civils de Toulouse, Frédéric Delor[9].

- no  98 : maison (1910, Raoul Castan)[10].
- no  99 : maison (deuxième moitié du XIXe siècle)[11].
- no  104 : maison (deuxième moitié du XIXe siècle)[12].
- no  107-109 : immeuble (1881)[13].

## Personnalité
- René Galache (1920-1944) : il est ouvrier dans l'usine de la Société nationale des constructions aéronautiques du Midi (SNCAM) de la rue des Récollets (emplacement de l'actuel no 44 rue Achille-Viadieu). Il s'engage dans le mouvement des Francs-tireurs et partisans (FTPF). En 1943, il place une bombe dans l'usine de Cugnaux de la SNCAM, allée de Saint-Simon (actuelles allées Maurice-Sarraut), rendant inutilisables plusieurs Messerschmitt. Le 17 juillet 1944, il est abattu, comme Pierre de Raymond-Cahuzac, par la Gestapo dans un garage des Sept-Deniers qui sert de dépôt d'armes et de matériel à l'Armée secrète[14].